# Іван Булюбашич
Іван Булюбашич  (хорв. Ivan Buljubašić; нар. 31 жовтня 1987) — хорватський ватерполіст, олімпійський чемпіон.

## Виступи на Олімпіадах
| Олімпіада   | Дисципліна | Місце |
| ----------- | ---------- | ----- |
| Лондон 2012 | водне поло | 1     |